# Renata Kontek
Renata Kontek – polska biolog, doktor habilitowany nauk biologicznych.

## Życiorys
W 1990 r. ukończyła studia biologiczne na Uniwersytecie Łódzkim, w 1999 r. obroniła pracę doktorską pt. Ocena mutageniczności i cytotoksyczności toksyn produkowanych przez sinice tworzące zakwity w Sulejowskim Zbiorniku zaporowym w porównaniu z efektem insektycydu fosforoorganicznego dichlorfosu, której promotorem była prof. Regina Osiecka, w 2014 r. habilitowała się na podstawie pracy zatytułowanej Modulacja stopnia cytotoksyczności i uszkodzeń DNA przez wybrane chemioterapeutyki i antyoksydanty w układach doświadczalnych typu: lek-potencjalny lek lub lek-antyoksydant w prawidłowych i nowotworowych komórkach człowieka. 
Została zatrudniona na Uniwersytecie Łódzkim, oraz jest skarbnikiem na Oddziale Łódzkim Polskiego Towarzystwa Genetycznego.
Należy do Komisji do spraw Stopni Naukowych Dyscypliny – Nauk Biologicznych UŁ.